# Panzerregiment Feldherrnhalle
Het Panzerregiment Feldherrnhalle was een Duits tankregiment van de Wehrmacht tijdens de Tweede Wereldoorlog.

## Krijgsgeschiedenis
Panzerregiment Feldherrnhalle werd opgericht in december 1943 in Noord-Frankrijk. Naast de staf werd een II. Abteilung gevormd door omdopen van Pz.Abt. Feldherrnhalle.
Het regiment maakte bij oprichting deel uit van de Pantsergrenadierdivisie Feldherrnhalle. Op 3 januari 1944 werd het regiment omgedoopt in Panzerregiment 69. De II. Abteilung vertrok met de divisie naar het Oostfront in januari 1944 en werd in april 1944 omgedoopt in Pz.Abt. Feldherrnhalle.
Op 27 november 1944 werd in Hongarije een nieuw regiment opgericht. Hiervoor werd ook de Pz.Abt. 2109 gebruikt van de opgeheven Panzerbrigade 109, die opgenomen werd als II. Abteilung. Een I.(Panther) Abteilung werd voorzien, maar werd uiteindelijk niet opgericht. In plaats daarvan werd in januari 1945 een III. Abteilung opgericht, die echter nooit het regiment bereikte en vervolgens in Panzerregiment Feldherrnhalle 2 opgenomen werd.
Het regiment capituleerde (met de rest van de divisie) in Boedapest op 13 februari 1945.
Vrijwel meteen (10 maart 1945) werd een nieuw regiment (ook wel Panzerregiment Feldherrnhalle 1 genoemd) opgericht, als onderdeel van Pantserdivisie Feldherrnhalle 1. Naast de staf was er alleen een II. Abteilung, maar medio maart 1945 werd de Pz.Abt. 208 ingevoegd en omgedoopt als I. Abteilung.

Het regiment capituleerde (met de rest van de divisie) bij Deutsch-Brod aan Sovjettroepen op 8 mei 1945.

## Wijzigingen in samenstelling
Geen bekend.

## Opmerkingen over schrijfwijze
- Abteilung is in dit geval in het Nederlands een tankbataljon.
- II./Pz.Rgt. Feldherrnhalle = het 2e Tankbataljon van Panzerregiment Feldherrnhalle

## Commandanten
| Rang | Naam | Begin | Eind |
| ---- | ---- | ----- | ---- |
|      | ??   |       |      |

Panzerregiment 1 · Panzerregiment 2 · Panzerregiment 3 · Panzerregiment 4 · Panzerregiment 5 · Panzerregiment 6 · Panzerregiment 7 · Panzerregiment 8 · Panzerregiment 9 · Panzerregiment 10 · Panzerregiment 11 · Panzerregiment 15 · Panzerregiment 16 · Panzerregiment 17 · Panzerregiment 18 · Panzerregiment 21 · Panzerregiment 22 · Panzerregiment 23 · Panzerregiment 24 · Panzerregiment 25 · Panzerregiment 26 · Panzerregiment 27 · Panzerregiment 28 · Panzerregiment 29 · Panzerregiment 31 · Panzerregiment 33  · Panzerregiment 35 · Panzerregiment 36 · Panzerregiment 39 · Panzerregiment 69 · Panzerregiment 80 · Panzerregiment 100 · Panzerregiment 101 · Panzerregiment 102 · Panzerregiment 116 · Panzerregiment 118 · Panzer-Lehr-Regiment 130 · Panzerregiment 201 · Panzerregiment 202 · Panzerregiment 203 · Panzerregiment 204 · Schweres Panzer-Regiment Bäke · Panzerregiment Brandenburg · Panzerregiment Coburg · Panzerregiment Feldherrnhalle · Panzerregiment Feldherrnhalle 2 · Panzerregiment Hermann Göring · Panzerregiment Großdeutschland · Panzerregiment Kurmark · Panzerregiment von Lauchert · Panzerregiment Major Rettemeier · Fallschirm-Panzerregiment 1 · Fallschirm-Panzerregiment 21 · SS-Panzerregiment 1 LSSAH · SS-Panzerregiment 2 · SS-Panzerregiment 3 · SS-Panzerregiment 5 · SS-Panzerregiment 9 · SS-Panzerregiment 10 · SS-Panzerregiment 11 · SS-Panzerregiment 12